# L'amour toujours
L'Amour Toujours è un album del dj producer italiano Gigi D'Agostino pubblicato nel 1999 ed è considerato da molti il suo disco più famoso.
L'album è composto da una raccolta di 23 brani divisi in due CD, aventi come titolo Chansons For The Heart e Beats For The Feet. Se il primo CD presenta un andamento più melodico, con i suoi successi commerciali più famosi, il secondo si distingue per un'anima decisamente più underground, dedicata alla musica da club.
Le canzoni L'amour Toujours, Another Way, La Passion, Elisir e Star sono state cantate da Ola Onabulé.
Da segnalare i successi commerciali internazionali di molti brani presenti nell'album, come Bla Bla Bla, The Riddle, Cuba Libre, Elisir, Another Way e, soprattutto, L'amour toujours (I'll Fly with You), più volte "reinterpretata" da altri artisti, come l'Israeliano Sagi Rei.

## Tracce

### Versione ufficiale
Chansons for the Heart
1. Another Way – 6:02 (Gigi D'Agostino)
2. L'amour toujours (I'll Fly with You) – 6:56 (Gigi D'Agostino)
3. Elisir – 5:33 (Gigi D'Agostino)
4. The Riddle – 4:44 (Nik Kershaw)
5. La passion [Medley with Rectangle] – 7:35 (Gigi D'Agostino)
6. The Way – 6:42 (Gigi D'Agostino)
7. Star – 5:23 (Gigi D'Agostino)
8. Gin Lemon (Extended Mix) – 6:32 (Gigi D'Agostino)
9. L'amour – 3:31 (Gigi D'Agostino)
10. Music – 6:52 (Gigi D'Agostino)
11. Passion – 4:59 (Gigi D'Agostino)
12. Bla Bla Bla – 4:15 (Gigi D'Agostino)

Beats for the Feet
1. La dance – 4:53 (Gigi D'Agostino)
2. Movimento – 4:53 (Gigi D'Agostino)
3. La marche electronique – 5:16 (Gigi D'Agostino)
4. Cuba Libre (Gigi D'Agostino)
5. My Dimension – 4:41 (Gigi D'Agostino)
6. The Riddle (Instrumental) – 6:36 (Nik Kershaw)
7. Tekno Jam – 4:05 (Gigi D'Agostino)
8. Coca e Avana – 9:49 (Gigi D'Agostino)
9. Bla Bla Bla (Dark Mix) – 3:18 (Gigi D'Agostino)
10. Elektro Message – 5:38 (Gigi D'Agostino)
11. Fly – 3:51 (Gigi D'Agostino)

Alcune edizioni riportano la canzone Gin Lemon (Extended Mix) al posto di Bla Bla Bla (Drammentenza Mix), riportando quest'ultima alla chiusura al posto di Fly, in altre ancora il remix di Bla Bla Bla non è riportato.

### Versione singola
1. Another Way – 6:03 (Gigi D'Agostino)
2. L'amour toujours (I'll Fly with You) – 6:56 (Gigi D'Agostino)
3. Elisir – 5:34 (Gigi D'Agostino)
4. The Riddle – 4:45 (Gigi D'Agostino)
5. La passion [Medley with Rectangle] – 7:35 (Gigi D'Agostino)
6. The Way – 6:42 (Gigi D'Agostino)
7. Star – 5:21 (Gigi D'Agostino)
8. L'amour – 3:31 (Gigi D'Agostino)
9. Music – 6:51 (Gigi D'Agostino)
10. Rectangle – 4:58 (Gigi D'Agostino)
11. Bla Bla Bla – 4:14 (Gigi D'Agostino)
12. Bla Bla Bla (Gigi D'Agostino)\Bla Bla Bla (Dark Mix) – 5:37 (Gigi D'Agostino)

### L'amour toujours (Special Scandinavian Edition)
1. Another Way – 3:34 (Gigi D'Agostino)
2. L'amour toujours (I'll Fly with You) – 7:00 (Gigi D'Agostino)
3. Elisir – 5:34 (Gigi D'Agostino)
4. The Riddle – 3:22 (Gigi D'Agostino)
5. La passion [Medley with Rectangle] – 3:29 (Gigi D'Agostino)
6. The Way – 6:43 (Gigi D'Agostino)
7. Star – 5:24 (Gigi D'Agostino)
8. Music – 6:53 (Gigi D'Agostino)
9. Bla Bla Bla – 3:14 (Gigi D'Agostino)
10. La dance – 4:54 (Gigi D'Agostino)
11. La marche electronique – 5:18 (Gigi D'Agostino)
12. Cuba Libre – 4:43 (Gigi D'Agostino)
13. Coca e Avana – 3:19 (Gigi D'Agostino)

## Classifiche
| Classifica (2000-01) | Posizione massima |
| -------------------- | ----------------- |
| Austria              | 1                 |
| Belgio (Fiandre)     | 16                |
| Danimarca            | 30                |
| Germania             | 10                |
| Italia               | 25                |
| Paesi Bassi          | 3                 |
| Svizzera             | 53                |